# Купер, Скотт (футбольный тренер)
Скотт Купер (англ. Scott Cooper; 16 июня 1970, Шеффилд, Англия) — английский и ирландский футбольный тренер.

## Карьера
Скотт Купер не играл в футбол на профессиональном уровне. На родине он долгое время работал с юношескими командами. В 2013 году специалист переехал в Таиланд, где поначалу работал с резервом клуба «Бурирам Юнайтед». Однако вскоре британец занял в нём место главного тренера. Под его руководством команда победила в 23 играх из 28, а также стала первым тайским коллективом, добравшимся до 1/4 финала азиатской Лиги чемпионов. В дальнейшем Купер работал с другими клубами из Таиланда и Индонезии. Также в разное время он руководил сборными Ангильи (дважды) и Монтсеррата. Летом 2018 года наставник временно исполнял обязанности главного тренера сборной Филиппин. Однако в следующем году после отставки шведа Свен-Ёрана Эрикссона Купер самостоятельно работал с национальной командой в рамках отборочного этапа к чемпионату мира по футболу 2022 года в Катаре. 14 июля 2023 года был назначен главным тренером клуба Индийской суперлиги «Джамшедпур», подписав двухлетний контракт.

## Достижения
- Чемпион Таиланда (1): 2013